# Bethsabée au bain tenant la lettre de David
Pour le tableau de Véronèse, voir Bethsabée au bain.
Pour les articles homonymes, voir Bethsabée (homonymie).
Bethsabée au bain tenant la lettre de David est une peinture à l'huile réalisée par Rembrandt en 1654. Conservée au musée du Louvre, elle représente Bethsabée sous les traits de la concubine de l'artiste, Hendrickje Stoffels.

## Composition
La scène représente une femme sortant du bain. Une servante lui essuie les pieds. La femme est Bethsabée, épouse du soldat Urie. Son regard est songeur et indécis, car elle vient de lire la lettre qu'elle tient dans sa main droite et qui provient du roi David. Ce dernier, l'ayant observée durant son bain, l'invite à son palais. Bethsabée est plongée dans une douce lumière qui souligne son isolement et sa réflexion sur cette invitation qu'elle finira par accepter et qui aura de graves répercussions.
La concubine de Rembrandt, Hendrickje Stoffels alors enceinte (elle donnera naissance à une fille en octobre 1654), a posé pour la figure de Bethsabée.
L'état de son sein gauche laisse croire que Hendrickje avait un abcès résultant de la complication d’une mastite causée par l’absence d’allaitement, qui se serait développée à la suite d'une fausse couche ou d'un accouchement prématuré.
La peinture est conservée au musée du Louvre, c'est l'une des 583 œuvres données par le Dr Louis La Caze en 1869.
Le musée du Louvre en a terminé une restauration d'une durée de 8 mois en 2014.